# Беляев, Виктор Михайлович
Ви́ктор Миха́йлович Беля́ев (6 февраля 1888, Уральск — 16 февраля 1968, Москва) — российский и советский музыковед, один из крупнейших фольклористов (этномузыковедов) XX века.

## Очерк биографии
В 1914 году окончил Петроградскую консерваторию, где его учителями были Я. Витолс, А.К. Глазунов, А.К. Лядов. В 1914—1923 и 1942—1944 годах преподавал теорию музыки в Петроградской (Ленинградской) консерватории (с 1918 года профессор). В 1923—1924, 1938—1940 и 1943—1959 годах преподавал теорию и историю музыки в Московской консерватории (с 1944 года профессор). Активный член Ассоциации современной музыки со времени основания и до её роспуска. В 1922—1931 годах действительный член, с 1924 года заведующий теоретическим отделом музыкальной секции ГАХНа. С конца 1920-х годов занимался изучением музыки народов СССР (азербайджанской, армянской, белорусской, таджикской, туркменской, и др.) и зарубежного Востока (афганской, персидской, турецкой и др.), русской народной и древнерусской церковной музыки.
Входил в число музыкантов, посещавших музыкальные вечера или так называемые «среды» в квартире П. А. Ламма в Московской консерватории.
Похоронен на Армянском кладбище.

## Научный вклад
Как учёный Беляев отличался широтой взгляда на музыкальную культуру, успешно развивал несколько научных направлений одновременно. Помимо музыкальной фольклористики (главная область его интересов) Беляев занимался древней музыкальной письменностью (русские, болгарские, византийские невмы, нотация хорезмийского макама), историей музыкальной науки (публикации трактата о музыке Абдурахмана Джами, «Учения о каноне» Танеева), инструментоведением и музыкальной акустикой (книги «Руководство для обмера народных музыкальных инструментов», «Музыкальные инструменты Узбекистана»), проблемой взаимоотношения стиха и музыки, и в связи с этим — проблемами музыкальной ритмики и метрики («Связь ритма текста и ритма мелодии в народных песнях», «Персидские теснифы»), проблемами гармонии — как традиционной западноевропейской («Анализ модуляций в сонатах Бетховена»), так и «восточной» («Организация народных ладовых систем», «Ладовые системы в музыке народов СССР», «Азербайджанская народная музыка», «Турецкая музыка»).
Автор брошюр и статей о современных композиторах: Г. Л. Катуаре, С. Н. Василенко, Н. Я. Мясковском, Н. И. Пейко, Ан. Н. Александрове, С. Е. Фейнберге, А. А. Шеншине, С. С. Прокофьеве, П. Хиндемите; многих статей в советских и зарубежных музыкальных журналах.
После Великой Отечественной войны В. М. Беляев занимался расшифровкой древнейших русских напевов XI—XII веков или так называемых демественных распевов, на материале которых Н. Я. Мясковский сочинил свою Двадцать шестую симфонию на русские темы (1948). Мясковский посвятил Беляеву свою Пятую симфонию.
Многие труды Беляева до сих пор не опубликованы, они хранятся в рукописных архивах, главным образом, Музея имени М. И. Глинки.

## Награды
- орден Трудового Красного Знамени (28.12.1946)

## Музыковедческие труды
- Краткое изложение учения о контрапункте и учения о музыкальных формах. М., 1915.— М.-П., 1923
- Александр Константинович Глазунов. Материалы к его биографии. Т. 1, ч. 1. Петроград, 1922.
- Туркменская музыка // Советское искусство, 1928, № 1, с. 53-55.
- Туркменская музыка.— Том 1.— М., 1928 (совм. с В. А. Успенским)
- Руководство для обмера народных музыкальных инструментов. М., 1931
- Музыкальные инструменты Узбекистана. М., 1933
- Музыкальные инструменты народов СССР // Советская музыка, 1937, № 10
- Белорусская народная музыка. Л., 1941
- По поводу записей музыки кавказских горцев С. И. Танеева // Памяти Сергея Ивановича Танеева 1856—1948. М.-Л., 1947
- Музыка // История культуры древней Руси. Т. 2. М.-Л., 1951 (глава 12)
- Афганская народная музыка. М., 1960
- Очерки по истории музыки народов СССР, вып. 1. Музыкальная культура Киргизии, Казахстана, Туркмении, Таджикистана и Узбекистана. М., 1962
- Древнерусская музыкальная письменность. М., 1962
- Очерки по истории музыки народов СССР, вып. 2. Музыкальная культура Азербайджана, Армении и Грузии. М., 1963
- Персидские теснифы. М., 1964
- Сборник Кирши Данилова. Опыт реставрации песен. М., 1969
- О музыкальном фольклоре и древней письменности. М.: Сов. композитор, 1971 (сборник статей)
- Мусоргский. Скрябин. Стравинский. М., 1972 (сборник статей)
- Виктор Михайлович Беляев. М.: Сов. композитор, 1990 (сборник статей)